# Gymnastik under de olympiske mellemlege 1906
Gymnastik var en af sportsgrenene, der blev konkurreret i under de olympiske mellemlege 1906. Der blev konkurreret i fire øvelser, og kun mænd deltog. Konkurrencen blev afholdt udendørs, på Panathinaiko Stadion, i perioden 22. til 26. april 1906. 
Til sammen var der 104 deltagere fra 9 nationer der deltog. 

## 5-kamp individuelt
| Placering | Land     | Udøver                   | Point |
| --------- | -------- | ------------------------ | ----- |
| 1.        | Frankrig | Pierre Payssé            | 97    |
| 2.        | Italien  | Alberto Braglia          | 95    |
| 3.        | Frankrig | Georges Charmoille       | 94    |
| 4.        | Tyskland | Carl Ohms                | 93    |
| 5.        | Italien  | Vitaliano Masotti        | 92    |
| 6.        | Frankrig | Paul Pissié              | 91    |
| 7.        | Bøhmen   | Bohumil "Boris" Honzátko | 90    |
| 7.        | Frankrig | Daniel Lavielle          | 90    |

25. og 26. april 1906: 37 gymnaster deltog. 100 point var maksimum, ved at der blev givet maksimum 20 point pr øvelse. Der blev konkurreret i reck, barre, spring over hest og ringe, samt en højde- og længdekonkurrence i spring over hest. Ifølge reglerne skulle alle udøvere med 90-100 point regnes som vindere, og alle med 80-90 point på andenpladsen. Der blev derfor egentlig 14 udøvere på førstepladsen i konkurrencen. 

## 6-kamp individuelt
| Placering | Land     | Udøver             | Point |
| --------- | -------- | ------------------ | ----- |
| 1.        | Frankrig | Pierre Payssé      | 116   |
| 2.        | Italien  | Alberto Braglia    | 115   |
| 3.        | Frankrig | Georges Charmoille | 113   |
| 4.        | Tyskland | Carl Ohms          | 112   |
| 5.        | Italien  | Vitaliano Masotti  | 111   |
| 6.        | Frankrig | Paul Pissié        | 110   |
| 6.        | Ungarn   | Béla Erődi         | 110   |
| 6.        | Italien  | Mario Gubiani      | 110   |
| 6.        | Tyskland | Wilhelm Weber      | 110   |

100 point var maksimum, ved at der blev givet maksimum 20 point pr øvelse. I denne øvelse lagde de pointsummen fra 5-kampen sammen med pointsummen i bensving. Ifølge reglerne skulle alle udøvere med 110-120 point regnes som vindere, og alle med 100-110 point på andenpladsen. Der blev derfor egentlig 9 udøvere på førstepladsen i konkurrencen. 

## Holdkonkurrence
| Placering | Land                        | Udøvere | Point |
| --------- | --------------------------- | --- | ----- |
| 1.        | Norge                       | Carl Albert Andersen, Oskar Bye, Conrad Carlsrud, Harald Eriksen, Oswald Falch, Kristian Fjerdingen, Yngvar Fredriksen, Karl Haagensen, Harald Halvorsen, Peter Hol, Andreas Hagelund, Eugen Ingebretsen, Per Mathias Jespersen, Finn Münster, Frithjof Olsen, Carl Alfred Pedersen, Rasmus Pettersen, Thorleif Petersen, Thorleif Røhn, Johan Stumpf | 19    |
| 2.        | Danmark                     | Carl Andersen, Halvor Birch, Harald Bukdahl, Kaj Gnudtzmann, Knud Holm, Erik Klem, Harald Klem, Louis Larsen, Jens Lorentzen, Robert Madsen, Carl Manicus-Hansen, Oluf Olsson, Hans Laurits Pedersen, Oluf Pedersen, Niels Petersen, Viktor Rasmussen, Marius Skram-Jensen, Marius Thuesen                                                            | 18    |
| 3.        | Italien · (Pistoja/Firenze) | Rodrigo Bertinotti, Ciro Civinini, Raffaello Giannoni, Azeglio Innocenti, Filiberto Innocenti, Manrico Masetti, Vitaliano Masotti, Quintilio Mazzoncini, Spartaco Nerozzi, Manlio Pastorini | 16,71 |
| 4.        | Italien · (Rom)             | ? | ?     |
| 5.        | Tyskland                    | ? | ?     |
| 6.        | Ungarn                      | ? | ?     |

22. og 23. april: 20 point var maksimum, og ni hold deltog. Hvert hold kunne have 8-20 deltagere. Ifølge reglene skulle alle udøvere med 18-20 point regnes som vindere, og alle med 16-18 point på andenpladsen. Derfor vandt egentlig både Norge og Danmark førsteplads i konkurrencen. 

## Tovklatring
| Placering | Land       | Udøver                    | Tid      |
| --------- | ---------- | ------------------------- | -------- |
| 1.        | Grækenland | Georgios Aliprantis       | 11,4 sek |
| 2.        | Ungarn     | Béla Erődi                | 13,8 sek |
| 3.        | Grækenland | Konstantinos Kozanitas    | 13,8 sek |
| 4.        | Grækenland | Georgios Georgantopoulos  | 14,0 sek |
| 5.        | Grækenland | Nikolaos Aliprantis       | 14,2 sek |
| 6.        | Grækenland | Konstantinos Pantzopoulos | 14,8 sek |
| 7.        | Grækenland | G. Koemzopoulos           | 15,2 sek |
| 8.        | Grækenland | Petros Pavlidis           | 15,6 sek |

26. april: Der blev konkurreret i hurtigst at klatre op ad et 10 meter langt tov. Erődi og Kozanitas fik samme tid, men Erődi blev dømt foran, fordi Kozanitas havde berørt stolpen som tovet hang fra. 